# Ivan Bratt
För psykoanalytikern, se Iwan Bratt
Ivan Bratt, född 24 september 1878 i Jönköping, Jönköpings län, död 25 januari 1956 i Bettna, Södermanlands län, var en svensk läkare, liberal politiker och entreprenör. 
Han är främst känd för införandet av motboken, som ingick i det efter honom själv uppkallade Brattsystemet. Systembolaget skapades ursprungligen som en del av detta system.

## Livsgärning
Ivan Bratt, som var son till hovrättsrådet Axel Bratt och Ellen Wahlgren, blev medicine licentiat 1903 i Stockholm och var sjukhusläkare 1903–1906 innan han 1906 öppnade en egen läkarpraktik i Stockholm. Han valdes in i Stockholms stadsfullmäktige 1908 där han satt till 1919 och var dessutom ledamot av nykterhetskommittén 1911–1920 och av kontrollrådet 1915–1928. Vidare blev han ledamot av andra kammaren för Stockholms stads första valkrets för Liberala samlingspartiet år 1921. Han var även från 1929 chef för SKFs avdelningskontor i Paris från 1929. Bratt var också medlem i och styrelseledamot för Svenska sällskapet för rashygien under dess tidiga år.
I februari 1908 talade Bratt, då 29 år gammal, på Läkaresällskapets debatt om alkoholfrågan och presenterade sitt förslag till lösning. År 1909 gav han ut boken Kan nykterhetsfrågan lösas utan totalförbud?. 
Sedan Bratt 1909 blivit revisor för Stockholms bolag enligt Göteborgssystemet, kom han snart att avveckla detta för att i stället skapa ett nytt bolag, inrättat efter Stockholmssystemet, från 1914 med sig själv som chef. Efter att ha fått koncession för all detaljhandel med sprit i Stockholm förhandlade han snart om uppköp av sprithandlare, vinbutiker och destillatörer över hela landet och meddelade finansministern att om han lyckades få kontroll över spritproduktionen skulle överskottet gå till statskassan. Under åren 1917–1918 köpte Bratt 98 firmor; betalning skedde genom lån, inkråmsaffärer och andra avtalskonstruktioner. Bratt skapade ett privat alkoholmonopol på fyra år. I imperiet ingick "fem grossister, två fastighetsbolag, elva agentfirmor, ett råbränneri, Carnegiebryggeriet, läkemedelsföretaget Astra, Grand Hôtel och Svanens droghandel, vid den tiden en omfattande apoteksrörelse". 
Den första insättningen till statskassan var på 5 miljoner kronor, motsvarande nästan 10 procent av statsbudgeten. Vin & Spritcentralen skapades och staten fick lösa in aktierna. 
Ivan Bratts alkoholpolitiska insatser blev vägledande för den liberala alkoholpolitiken efter att förbudsstriden lett till nederlag för förbudsanhängarna.
I sitt första gifte var han svärson till Wilhelm Stjernstedt och blev far till Lennart Bratt samt farfar till Peter Bratt. Han var vidare farbror till Hans Bratt och kusin till Iwan Bratt.
Ivan Bratt ligger begraven på Bettna kyrkogård.